# Rani Chandra
Rani Chandra est un personnage de la série anglaise The Sarah Jane Adventures.

## Caractère
Rani vient remplacer le personnage de Maria Jackson. Il s'agit d'une adolescente de 15 ans, curieuse, perspicace qui aide Sarah Jane Smith. Elle représente le pendant féminin du petit groupe. 

## Histoire
Venant d'une famille d'origine indienne, sa mère Gita est fleuriste et son père Haresh est le proviseur principal du collège où elle fait ses études. 
Sa voisine d'en face se nomme Sarah Jane Smith, qu'elle aide depuis l'épisode The Day of the Clown sous couvert de faire un stage en journalisme chez elle, le métier auquel elle aspire. Elle entretient un rapport d'admiration vis-à-vis de Sarah Jane... elle cherche à devenir comme elle. Chose qui est rendue plus aisée par le fait que ses parents apprécient Sarah Jane et pensent que Luke peut avoir une bonne influence sur eux. 
Dans le même collège que Luke Smith et Clyde Langer puis plus tard Sky Smith (sœur de Luke/ Fille adoptive de Sarah-Jane), elle est amie eux.